# Lupinus polyphyllus
Lupinus polyphillus, велики лисни лупин или многолисни лупин је вишегодишња биљка из породице Fabacae. 

## Опис
То је траваста биљка са чврстим стаблима која расте до 1,5 метара висине. Листови су прстасто сложени са 9–17 листића дугих 3–15 центиметара. Сваки цвет је дуг 1–1,5 центиметара, најчешће плаве до љубичасте боје у дивљим биљкама. Цветове углавном посећују бумбари.
Посебно polyphyllus варијетет чини велики број хибрида који се обично узгајају као баштенске љубичице, које могу драматично да варирају у бојама. Већина љубичица не успева у богатим тешким тлима, и често живе само неколико година ако се узгајају на таквим местима, јер контакт корена са богатом органском материјом подстиче труљење.

## Екологија
Овај лупин може представљати значајну претњу опстанку угрожене плаве лептирице (Lycaeides melissa samuelsis) , због своје лакоће хибридизације са њеном храном. Неки извори тврде да су комерцијална семена лупина већ спорна због хибридизације. Поред тога, несагласни лупини се настављају уносити од стране људи на места где ова врста живи или је некада живео.

## Порекло
Lipinus polyphyllus je пореклом из западне Северне Америке, од јужне Аљаске и Британске Колумбије и западног Вајоминга, на југ до Јуте и Калифорније. Обично расте уз потоке и потокe, преферишући влажна станишта.

## Таксономија
Постоји пет варијетета:
- Lupinus polyphyllus var. burkei – северозапад САД
- Lupinus polyphyllus var. humicola – средњи запад Северне Америке
- Lupinus polyphyllus var. pallidipes – западни Oregon и Washington (Willamette Valley)
- Lupinus polyphyllus var. polyphyllus – западна обала Северне Америке
- Lupinus polyphyllus var. prunophilus – западна обала Северне Америке

Епитет који врста има polyphyllus значи многолисни, од старогрчког πολύς (polús) "много" и φύλλον (phúllon) "лист".

## Хибриди
Засадна зељаста лупина Lupinus polyphyllus донела је Дејвид Даглас из Северне Америке у Британију 1820-их. Скоро цео век касније, Џорџ Расел, вртлар из Јорка, Велика Британија, почео је да узгаја (касније познате) Раселове хибриде (Lupinus × russellii hort). Lupinus polyphyllus је првобитно био у основним бојама и имао велике празнине у цветном класу. Без употребе савремених техника узгајања биља, Расел је бескрупулозно избацивао све биљке које је сматрао неприхватљивим у расту или изгледу. Провео је две деценије самостално покушавајући да узгаја савршену лупину, укрштајући L. polyphyllus са L. arboreus, L. sulphureus и једном или више годишњих врста (можда L. nootkatensis).
Током деценија, биљке које је он одабрао развили су цветне класове који су били гушћи, већи и шаренији од оригиналног Lupinus polyphyllus. Његов рад би можда остао непрепознат да му није пружио подршку расадничар Џејмс Бејкер да покаже биљке јавности. Разумљиво је да су обојица радили заједно неколико година како би усавршили Расел хибрид, пре него што су били приказани на јунској изложби Краљевског хортикултурног друштва 1937. године, где су њихови обојени, густо пакујући врхови освојили награде. Расел је касније добио МБЕ, а Краљевско хортикултурно друштво му је доделило Вејтч Меморијалну медаљу за животно дело у хортикултури. Бејкер је касније обезбедио целу Раселову залиху; за време свог врхунца, Бејкерове расаднике Лтд. из Кодсала, Вулверхамптон привукле су 80.000 посетилаца у јуну да виде 40 хектара цветамих лупина. Расел није волео плаве боје, будући да су оне превише верно одражавале оригиналне биљке увезене из Америке пре скоро 100 година. Плава боја је рецесивни алел, и иако је Расел можда напорно радио да је потисне, лупини који нису контролисани током неколико генерација на крају ће се вратити старим плавим бојама. Скоро сви баштенски лупини данас су хибриди правих Раселових хибрида због њихове лакоће укрштњања једни с другима, а без посебног интересовања за узгајање лупина до недавно, то је значило да су биљке створиле велики пул генетичке разноликости и варијације од оригиналних Расела.

## Култивација и употреба
Често се користе у баштама због привлачности пчелама, као и способности да побољшају сиромашна песковита тла својом способношћу фиксирања азота и цветовима. Бројне сорте су одабране за различите боје цветова, укључујући црвену, ружичасту, белу, плаву и мноштво боја са различитим бојама на различитим латицама. Често се користе хибриди између L. polyphyllus и L. arboreus. Ово су веома издржљиве биљке, које преживљавају екстремне температуре и подносе мраз до најмање −25 °C. Дивље варијанте могу лако постати инвазивне и тешко их је уклонити ако се не држе под контролом на редовној основи. Узгајање лупина у саксијама може помоћи у спречавању инвазивног раста у тлу. Потребан им је разуман ниво сунца за опстанак, а најбоље успевају у лаганим тлима, патећи у тешким.

## Инвазивне врсте
У Новом Зеланду, Lupinus polyphyllus се класификује као инвазивна врста и покрива велике површине поред путева, пашњака и речних корита, посебно у региону Кентербери. Документовано је да је први пут натурализован 1958. године и сугерисано је да возачи туристičких аутобуса намерно шире семе те биљке да би промовисали шарену путну вегетацију у областима које неки туристи могу сматрати прилично досадно. Биљка прети аутохтоним врстама, посебно када осваја разбацана речна корита на Јужном острву.Такође се класификује као инвазивна врста у Шведској, Норвешкој, Швајцарској, Аргентини, Чешкој, Финској, Литванији и Украјини.

## Списак референци
1. ↑  „https://www.researchgate.net/publication/273158762_Competition_for_pollinators_and_intracommunal_spectral_dissimilarity_of_flowers”. Спољашња веза у |title= (помоћ)
2. ↑  „https://www.researchgate.net/publication/273158762_Competition_for_pollinators_and_intracommunal_spectral_dissimilarity_of_flowers”. Спољашња веза у |title= (помоћ)
3. ↑  „https://books.google.rs/books?id=FMCK_Sl9AWwC&q=karner+blue+russell&pg=PA15&redir_esc=y#v=onepage&q=karner%20blue%20russell&f=false”. Спољашња веза у |title= (помоћ)
4. ↑  „https://data.canadensys.net/vascan/name/Lupinus%20polyphyllus”. Спољашња веза у |title= (помоћ)
5. ↑  „https://www.stillingtonvillage.org/history/Chapter5.htm”. Спољашња веза у |title= (помоћ)
6. ↑  „https://www.stillingtonvillage.org/history/Chapter5.htm”. Спољашња веза у |title= (помоћ)
7. ↑  „https://www.westcountrylupins.co.uk/acatalog/”. Спољашња веза у |title= (помоћ)
8. ↑  „https://www.plant-garden-secrets.com/blog/how-to-grow-lupins-in-pots”. Спољашња веза у |title= (помоћ)
9. ↑  „https://www.doc.govt.nz/conservation/threats-and-impacts/weeds/common-weeds-in-new-zealand/russell-lupin/”. Спољашња веза у |title= (помоћ)